# Élections législatives de 2020 dans le Wyoming
Les élections législatives de 2020 dans le Wyoming ont lieu le 3 novembre 2020 afin d'élire les 60 membres de la Chambre des représentants de l'État américain du Wyoming.

## Système électoral
La Chambre des représentants du Wyoming est la chambre basse de son parlement bicaméral. Elle est composée de 60 sièges pourvus pour deux ans au scrutin uninominal majoritaire à un tour dans autant de circonscriptions.

## Résultats
| Partis                   | Partis                | Voix    | %   | +/- | Sièges | +/-           |
| ------------------------ | --------------------- | ------- | --- | --- | ------ | ------------- |
|                          | Parti républicain (R) |         |     |     | 51     | 1             |
|                          | Parti démocrate (D)   |         |     |     | 7      | 2             |
|                          | Parti libertarien (L) |         |     |     | 1      | 1             |
|                          | Indépendants          |         |     |     | 1      | en stagnation |
|                          |                       |         |     |     |        |               |
| Votes valides            |                       |         |     |     |        |               |
| Votes blancs et nuls     |                       |         |     |     |        |               |
| Total                    | Total                 | 278 503 | 100 | -   | 60     | en stagnation |
| Abstentions              |                       |         |     |     |        |               |
| Inscrits / participation |                       |         |     |     |        |               |